# Hygrohypnum torrentis
Hygrohypnum torrentis là một loài Rêu trong họ Amblystegiaceae. Loài này được (Müll. Hal. & Kindb.) Broth. mô tả khoa học đầu tiên năm 1908.